# Guerra anglo-egípcia de 1882
A Guerra Anglo-egípcia (em árabe: الاحتلال البريطاني لمصر al-āḥalāl al-Brīṭānnī al-Miṣr) ocorreu em 1882 entre as forças de Ahmed Urabi e do Reino Unido da Grã-Bretanha e Irlanda. Acabou com uma revolta nacionalista contra o Quediva Teufique Paxá e com a ampliada influência britânica sobre o país, às custas dos Franceses.

## Invasão
Em 1882, a oposição ao controle europeu levou à crescente tensão entre os notáveis nativos, a oposição mais perigosa, porém, era proveniente do exército. Uma grande manifestação militar em setembro de 1881 forçou o Quediva Teufique Paxá a demitir seu primeiro-ministro. Entre os soldados amotinados, nessa ocasião, um era oficial que se chama Ahmed Urabi. Ele era um líder carismático que foi seguido por um grupo de oficiais do exército e muitos colegas, entre as classes mais baixas. Tornou-se o centro de um protesto que visa proteger os egípcios da tirania de seus opressores turcos e europeus. O movimento começou entre os oficiais árabes, que se queixavam da preferência demonstrada com os agentes de origem turca, que, em seguida, expandiu-se para um ataque à posição privilegiada e influência predominante de estrangeiros, e finalmente, foi dirigida contra todos os cristãos, estrangeiros e nativos. O governo, por ser demasiado fraco para reprimir a agitação e desordem, teve que fazer concessões, e cada concessão produziu novas exigências. Urabi foi promovido, em seguida, para subsecretário para a guerra e, finalmente, um membro do gabinete. Em abril de 1882, Teufique mudou-se para Alexandria, com medo de sua própria segurança como oficiais do exército liderado por Ahmed Urabi começaram a tomar o controle do governo. Em junho, o Egito estava nas mãos dos nacionalistas contra a dominação européia do país.
O perigo de um grave aumento da revolta levou a França e a Grã-Bretanha a enviar navios de guerra para Alexandria para reforçar o Quediva em meio a um clima turbulento, espalhando o medo da invasão por todo o país. Devido a preocupações com a segurança do canal de Suez e dos maciços investimentos britânicos no Egito, os europeus procuraram intervir. Os franceses hesitaram, porém, e os ingleses só tentaram suprimir a revolta. Em 11 de julho de 1882, depois de amplas revoltas em Alexandria, a frota britânica bombardeou a cidade. Os líderes do movimento nacional preparados para resistir à agressão ainda mais pela força. Uma conferência de embaixadores foi realizada em Constantinopla, o sultão otomano e foi convidado para sufocar a revolta, mas ele hesita em empregar suas tropas contra o que era mais uma ameaça aos interesses europeus.
O governo britânico decidiu empregar a força armada, e convidou a França a cooperar. O governo francês se recusou, e um convite semelhante para a Itália encontrou-se com uma recusa semelhante. A Grã-Bretanha, portanto, agindo isoladamente, desembarcou tropas em Ismaília de Sir Garnet Wolseley, e suprimiu a revolta na Batalha de Tel el-Kebir, em 13 de setembro de 1882
O bombardeio naval britânico de Alexandria teve pouco efeito sobre a oposição que levou ao desembarque de uma força expedicionária britânica em ambas as extremidades do canal de Suez, em agosto de 1882. Os ingleses conseguiram derrotar o exército egípcio em Tel El Kebir, em setembro e tomaram o controle do país, colocando Teufique de volta no controle. O objetivo da invasão foi de restaurar a estabilidade política para o Egito sob o governo dos Quedivas e o controle internacional que estavam no local para agilizar o financiamento do Egito desde 1876.

## Consequências

### Julgamento de Urabi
O primeiro-ministro Gladstone inicialmente procurou colocar Orabi em julgamento e executá-lo, retratando-o como "... um tirano egoísta cuja opressão do povo egípcio ainda deixou tempo suficiente, na sua qualidade de Saladino nestes últimos dias, para massacrar cristãos". Depois de observar seus diários capturados e outras provas diversas, havia pouco com que "demonizar" Orabi em um julgamento público. Suas acusações caíram, depois que ele admitiu à rebelião e foi enviado para o exílio.

### Ocupação britânica
Hopkins afirma que os britânicos continuaram a ocupação do Egito, depois de 1882, a fim de garantir os investimentos britânicos "a Grã-Bretanha tinha interesses importantes para defender no Egito e estava disposta a retirar somente se as condições que garantam a segurança desses interesses foram atendidas - e eles nunca foram". De acordo com esse ponto de vista, o investimento no Egito aumentou durante a ocupação britânica, as taxas de juros caíram, e os preços dos títulos subiram.
A ocupação britânica terminou nominalmente com o estabelecimento de um protetorado e a instalação do Sultão Hussein Kamil em 1914, mas a presença militar britânica no Egito durou até 1936 com a assinatura do Tratado anglo-egípcio de 1936.